# Martial Gueroult
Martial Gueroult foi um filósofo e historiador da filosofia notado pela análise das obras de autores modernos, em especial pela de Descartes.

## Biografia
Gueroult integra a École Normale Supérieure em 1912 , e é logo em seguida convocado ao serviço militar por três anos. Jules Vuillemin conta nestes termos a experiência militar de Gueroult: 
"Mobilizado em 2 de agosto de 1914, Gueroult foi ferido em 20 de agosto na Batalha da Lorena (mais precisamente, na batalha de Bourgaltroff) por uma bala que o atingiu na cabeça sem lesar o cérebro. Deixado como morto, foi em seguida levado a um posto de socorros que foi atacado pelo inimigo. Dos trinta feridos, todos morreram, exceto três, um dos quais Gueroult [...].".

### Polêmica sobreDescartes
Uma polêmica o opôs a Ferdinand Alquié quanto a Descartes: Gueroult estudava-o "segundo a ordem das razões", isto é, conforme um sistema, enquanto Alquié o estudava enquanto um percurso existencial.

## Obra

### História da filosofia
- La Philosophie transcendantale de Salomon Maimon, Paris: Alcan, 1929.
- L’Évolution et la structure de la doctrine de la science chez Fichte, Paris: Les Belles Lettres, 1930 ; réédition, Hildesheim : Georg Olms 1982.
- Dynamique et métaphysique leibniziennes, suivi d'une Note sur le principe de la moindre action chez Maupertuis, Paris: Les Belles Lettres, 1934 ; deuxième édition sous le titre : Leibniz: dynamique et métaphysique, Paris: Aubier-Montaigne, 1967.
- Étendue et psychologie chez Malebranche, Paris: Les Belles Lettres, 1939; réédition, Paris : Vrin, 1987.
- Descartes selon l'ordre des raisons, Paris: Aubier, 1953.
  - tome 1 : L'Âme et Dieu
  - tome 2 : L'Âme et le corps
- Nouvelles réflexions sur la preuve ontologique de Descartes, Paris: Vrin, 1955.
- Malebranche, Paris : Aubier-Montaigne :
  - I. La vision en Dieu, 1955.
  - II. Les cinq abimes de la providence. 1. L'ordre et l'occasionalisme, 1959.
  - III. Les cinq abimes de la providence. 2. La nature et la grâce, 1959.
- Berkeley. Quatre études sur la perception et sur Dieu, Paris: Aubier-Montaigne, 1956.
- Spinoza, Paris: Auber-Montaigne (livre inachevé, Gueroult ayant rencontré des problèmes à construire le passage du livre II au livre III de l'Éthique)
  - tome 1 : Dieu (Éthique, livre I), 1968
  - tome 2 : L'Âme  (Éthique, livre II), 1974
- Études sur Fichte, Paris: Aubier, 1974.
- Études de philosophie allemande, Hildesheim: Georg Olms, 1977.
- Études sur Descartes, Spinoza, Malebranche et Leibniz, Hildesheim: Georg Olms, 1997.

### Filosofia própria
Historiador da filosofia, Gueroult estudou vários grandes autores; mas, filósofo, não deixou de se interessar pelas condições de possibilidade de uma história da filosofia em geral.
O coroamento da obra de Gueroult deveria ser a Dianoemática (Dianoématique, em francês), mas morrera antes de acabá-la. É composta por dois livros:
- livro 1 : Histoire de l'histoire de la philosophie, Paris: Aubier-Montaigne. [História da história da filosofia]
  - volume 1 : En Occident, des origines jusqu'à Condillac, 1984 [No Ocidente, das origens até Condillac
  - volume 2 : En Allemagne, de Leibniz à nos jours, 1988 [Na Alemanha, de Leibniz até nossos dias]
  - volume 3 : En France, de Condorcet à nos jours, 1988 [Em França, de Condorcet até nossos dias]
- livro 2 : Philosophie de l'histoire de la philosophie, Paris: Aubier-Montaigne, 1979 [Filosofia da história da filosofia]

O primeiro livro examina as diversas relações que a filosofia pôde ter com sua história. O segundo põe a questão: como é possível uma história da filosofia, se tivermos em conta exigências aparentemente contraditórias da filosofia, enquanto o estudo das verdades eternas, e da história, enquanto escola de ceticismo?

### Obras traduzidas para o português
Descartes segundo a ordem das razões, São Paulo: Discurso Editorial, 2016.
1. ↑  Association amicale des anciens élèves de l'École Normale Supérieure, 1977, p. 59